# Karl Hecht (Mediziner)
Karl Hecht (* 15. Februar 1924 in Wohlmirstedt; † 23. September 2022 in Berlin) war ein deutscher Physiologe und Weltraummediziner. Er war Professor für experimentelle und klinische pathologische Physiologie der Humboldt-Universität zu Berlin (Charité) und lebte in Berlin.

## Biographie

### Ausbildung und erste Funktionen
Karl Hecht studierte von 1950 bis 1955 an der Berliner Charité Humanmedizin und promovierte 1956. Seine Habilitation zur chronobiologischen Thematik erfolgte 1970. Hecht wurde 1971 zum ordentlichen Professor der Sektion Physiologie an der Deutschen Akademie der Wissenschaften zu Berlin (DAW) ernannt, die 1972 nach der Akademiereform in Akademie der Wissenschaften der DDR (AdW) umbenannt wurde. 1977 wurde er zum Professor für Physiologie an der Charité der Humboldt-Universität zu Berlin berufen. Nach der deutschen Wiedervereinigung wurde er 1991 emeritiert.

### Schwerpunktforschungen
Hechts Forschungsgebiete waren Neurophysiologie, Chronobiologie, Chronomedizin, emotionaler Stress und Gesundheit, Schlafstörungen, Raumfahrtmedizin und Raumfahrtbiologie. Gemeinsam mit der Gruppe des Berliner Pharmakologen Peter Oehme wurden die Beziehungen des Neuropeptides Substanz P zu Stress und Adaptation untersucht und ein allgemeines Modell zur Wirkung regulatorischer Peptide entwickelt.
Hecht war von 1972 bis 1990 Koordinator Chronobiologie und Chronomedizin der raumfahrtmedizinischen und biologischen Arbeitsgruppe im Interkosmos-Programm der sozialistischen Länder und 1988 Gründer des Direktorats des Instituts für Pathophysiologie der Charité der Humboldt-Universität zu Berlin.

### Persönliche wissenschaftliche Meinung
Karl Hecht vertrat den Standpunkt, dass die Technologisierung des Menschen Grenzen haben müsse. Insbesondere warnte er vor dem Verschmelzen der fortschreitenden technischen Möglichkeiten mit den neurologischen Anlagen des Menschen. Beispielsweise lehnte er die Implantation von Chips im Gehirn ab, mit denen Emotionen und Handlungen fremdartig verändert werden können. Er bezog sich dabei auf ein weltweit bekannt gewordenes Experiment des spanischen Forschers José Delgado, der Aggressivität eines Leitaffen durch eine Chipimplantation in Sanftmut verwandeln konnte. Viel später kam in der ISS auch ein Roboter (namens Justin) zum Einsatz, mit dem Alexander Gerst Telerobotik-Experimente durchführte, die nicht wie geplant funktionierten. Das diente Karl Hecht als weiteres markantes Beispiel dafür, dass selbstlernende elektronische Systeme nicht unmittelbar mit dem Menschen verbunden werden sollten. Vor allem müssten die Langzeitfolgen noch wesentlich genauer erforscht werden, dazu zählte er auch die Cochlea-Implantate. Für sich lehnte er auch die Einnahme von Medikamenten ab, da sie einen chemischen Eingriff in das biologische System eines Menschen darstellten. Als Alternativen setzte Hecht auf Mineralien und Vitamine, die ihm auch in schwierigen Situationen geholfen hätten. Er propagierte die bessere Nutzung natürlicher Möglichkeiten durch die Umwelt wie das Waldbaden. Japanische Forscher seien zu der Schlussfolgerung gekommen, dass dies Krebs verhindern und den Herz-Kreislauf stärken könne, erklärte er 2021 in einem Interview.
Hecht unterzeichnete 2022 einen offenen Brief von 81 Wissenschaftlern, der eine COVID-19-Impfpflicht als „verfassungswidrig“ bezeichnete.

## Mitgliedschaften (Auswahl)
Karl Hecht war Mitglied der Russischen Akademie der Medizinischen Wissenschaften, Moskau, der International Academy of Astronautics, Paris, und wirkte leitend in zahlreichen wissenschaftlich-medizinischen Organisationen, insbesondere der DDR, mit.

## Veröffentlichungen (Auswahl)
Zu seinen Forschungsergebnissen veröffentlichte er mehr als 750 wissenschaftliche Originalarbeiten in nationalen und internationalen Zeitschriften und Sammelbänden, dazu 34 wissenschaftliche Fach- und Sachbücher, und meldete 27 Patente an.
- Beiträge zur naturwissenschaftlich-technischen Fachdidaktik. Beltz-Verlag, Weinheim 1977[5]
- Selbsthilfe bei Schlafstörungen, Ullstein Taschenbuch, 1993, ISBN 3-548-27802-7[6]
- Alt werden und jung bleiben: Aktiv Gesund leben – Ratschläge für ein gesundes langes Leben. Spurbuch Verlag, 2011, ISBN 3-88778-358-1.[7]
- Vielkrankheiten und Magesiummangel: Antworten auf Fragen zu einem weitverbreiteten Volksleiden, Spurbuch Verlag, 2015.[8]
- Zeolith – Lebenskraft durch das Urgestein: Prävention – Detoxhygiene – Ökologie, Spurbuchverlag 2015, ISBN 3-88778-433-2[9]